# Tommy Spider Kelly
Tommy Kelly (Nova Iorque, 6 de setembro de 1867 - 4 de janeiro de 1927) foi um pugilista americano, pretenso campeão mundial dos pesos-galos entre 1890 e 1892.

## Biografia
A carreira profissional de Spider Kelly como pugilista teve início em 1887, quando ele aplicou um duro nocaute em cima de Larry Boylan, que obrigou Boylan ser retirado do ringue desacordado.
Continuando a vencer suas lutas, já no final de 1887, Kelly decidiu reivindicar para si o título de campeão americano dos pesos-galos, depois de ter imposto uma derrota à Tommy Russel. Todavia, em sua luta seguinte, Kelly acabou sendo nocauteado por Hughey Boyle, perdendo sua invencibilidade, mas não abrindo mão de seu título.
No início de 1888, Kelly lutou um empate contra George Dixon e depois obteve sua primeira vitória sobre Michael Chappie Moran, que mais tarde viria se tornar seu maior rival na carreira.
Então, após dois confrontos frustrantes com Eugene Hornbacher e Cal McCarthy, aonde ambos terminaram empatados, Kelly tornou a se encontrar dentro do ringue com Chappie Moran, em uma luta que foi anunciada como válida pelo título mundial dos pesos-galos.
Realizada no princípio de 1889, esse segundo encontro entre Kelly e Moran terminou com uma nova vitória de Kelly, que então passou a reivindicar o título mundial dos pesos-galos. Todavia, apenas alguns meses mais tarde, no terceiro duelo contra Moran, Kelly acabou sendo derrotado, de modo a perder seu pretenso título mundial.
Não obstante, já no início de 1890, Kelly e Moran subiram ao ringue uma quarta vez, quando Kelly conseguiu impor um definitivo nocaute sobre seu grande rival. Reclamando de volta o título mundial dos pesos-galos, Kelly seguiu defendendo esse seu pretenso título, sem dar atenção ao fato de que George Dixon, à mesma época, também havia se auto-proclamado campeão mundial dos pesos-galos.
Apesar de ter sido Dixon quem entrou para a história do boxe como o primeiro campeão mundial moderno dos pesos-galos, Kelly manteve seu título mundial dos pesos-galos até 1892, quando foi destronado pelo inglês Billy Plimmer.
Depois de perder seu título para Plimmer, o melhor resultado de Kelly foi uma vitória sobre Torpedo Billy Murphy, seguida uma dura série de derrotas para Tim Murphy (3 vezes), Maxie Haugh, Kid Gleason, Frank Brierly, Harry Fisher, Casper Leon e Fred Mayo.
Finalmente, em 1901, longe de seus áureos anos, Spider Kelly decidiu se aposentar, após quatro empates consecutivos contra um lutador peso-leve mediano chamado Kid Goodman.